# 에이레네

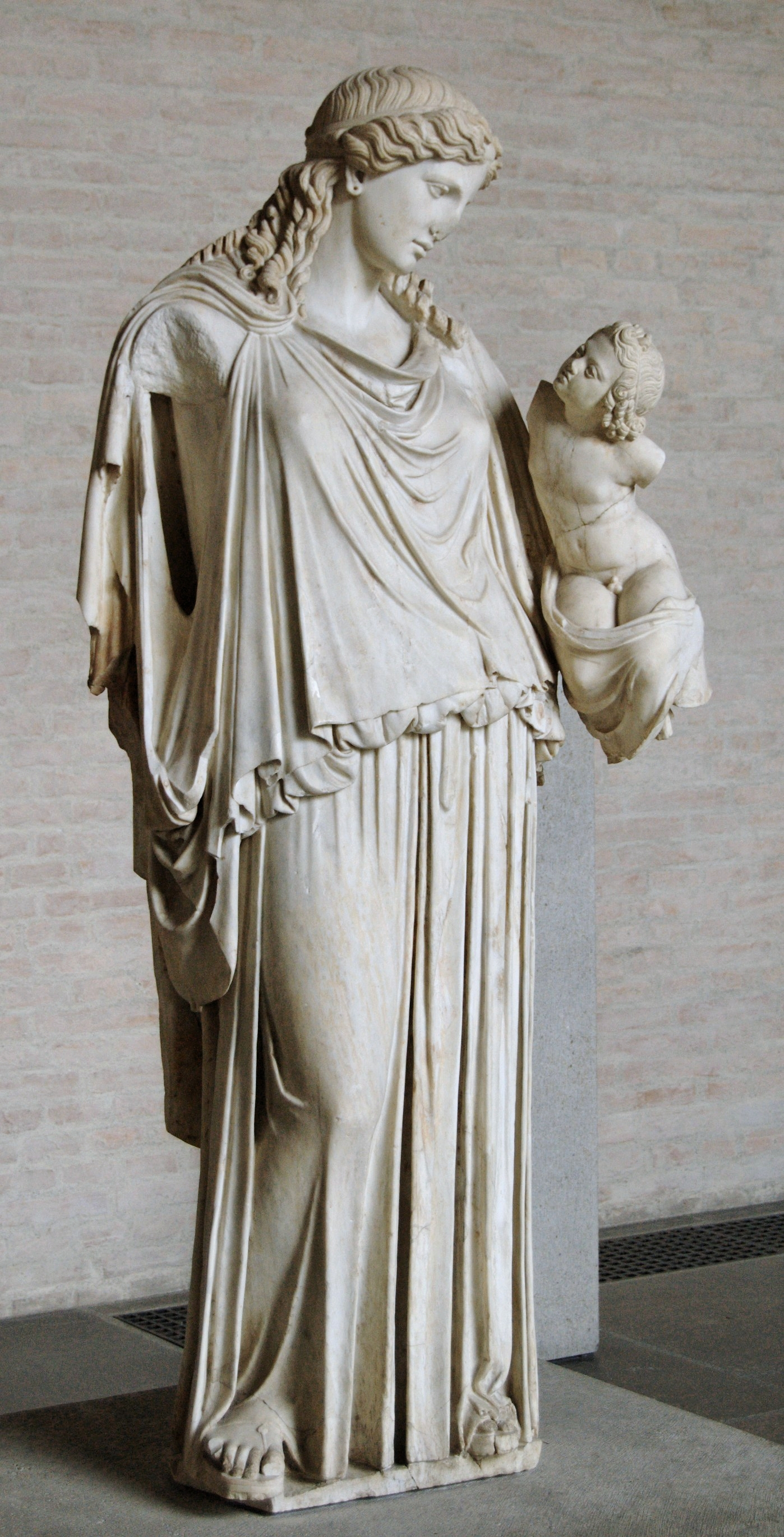
에이레네

에이레네(그리스어: Εἰρήνη 현대식발음:에이리니[*], 라틴어: Eirene)는 그리스 신화에 등장하는 평화의 여신이다. 호라이 자매 가운데 한 명이며 로마 신화의 팍스와 같은 여신이다. 제우스와 테미스의 딸로 에우노미아, 디케와는 자매이다.